# سوهارتو
محمد سوهارتو (بالإندونيسية: Haji Muhammad Soeharto)‏ (8 يونيو 1921 - 27 يناير 2008)، كان ضابطًا إندونيسيًا في الجيش وسياسيًا شغل منصب رئيس إندونيسيا الثاني، وكان أطولهم بقاءً في سدة الحكم. يعده المراقبون الدوليون ديكتاتورًا على نطاقٍ واسع إذ كان رئيسًا لمدة 31 عامًا منذ سقوط سوكارنو في عام 1967 إلى حين استقالته عام 1998. ما يزال إرث حكمه الذي دام 31 سنة بالإضافة إلى قيمة صافي ثروته التي بلغت 38 مليار دولار موضع نقاش في داخل البلاد وخارجها.
ولد سوهارتو في قرية كوموسوك الصغيرة الواقعة في منطقة غوديان بالقرب من مدينة يوغياكارتا إبان الحقبة الاستعمارية الهولندية. نشأ في ظل ظروف متواضعة. وانفصل والداه اللذان كانا من الجاويين المسلمين عن بعضهما بعد فترة وجيزة من ولادته، وقضى معظم طفولته مع أهله بالكفالة. خدم سوهارتو في صفوف قوات الأمن الإندونيسية التي نظّمها اليابانيون خلال فترة الاحتلال الياباني للبلاد. والتحق بالجيش الإندونيسي المشكل حديثًا خلال فترة كفاح إندونيسيا من أجل نيلها للاستقلال، وهناك ارتقى حتى بلغ رتبة لواء في الوقت الذي حققت فيه إندونيسيا استقلالها التام.
تصدت قوات واقعة تحت قيادة سوهارتو لمحاولة انقلاب وقعت خلال الفترة من 30 سبتمبر حتى 1 أكتوبر عام 1965. ووفقًا للرواية الرسمية التي اعتمدها الجيش فإن هذه المحاولة كانت مدعومة من قبل الحزب الشيوعي الإندونيسي. شنَّ الجيش بعد ذلك حملة تطهير مناوئة للشيوعيين وانتزع سوهارتو السلطة من رئيس إندونيسيا المؤسس سوكارنو. عُيّن سوهارتو رئيسًا مؤقتًا عام 1967، وانتُخب رئيسًا في السنة اللاحقة. باشر سوهارتو بعد ذلك حملة اجتماعية تحت مسمى «اجتثاث السوكارنية» بهدف الحد من تأثير الرئيس السابق. لاقت رئاسة سوهارتو دعمًا متواصلًا خلال سبعينيات وثمانينيات القرن العشرين. بيد أن الاستبدادية والفساد المستشري في ظلّ حكم النظام الجديد كانا مصدرًا للسخط الشعبي بحلول التسعينيات مما أدى إلى اندلاع اضطرابات واسعة النطاق في أعقاب الأزمة المالية الآسيوية عام 1997، وهو ما أفضى إلى استقالته. توفي سوهارتو في شهر يناير من عام 2008، وأقيمت له جنازة رسمية.
نظّم سوهارتو إدارته التي اتبعت ما عُرف باسم النظام الجديد على شكل حكومة مركزية هيمن عليها العسكر . نال سوهارتو دعمًا غربيًا من الناحيتين الاقتصادية والدبلوماسية خلال الحرب الباردة نظرًا لقدرته الحفاظ على الاستقرار في بلدٍ تميزت بترامي أطرافها وتنوعها، فضلًا عن موقفه الصريح المناوئ للشيوعية. شهدت إندونيسيا خلال معظم ولايته الرئاسية توسعًا صناعيًا ونموًا اقتصاديًا كبيرًا، وتحسنًا في مستويات التحصيل التعليمي. تدرس الحكومة الإندونيسية خططًا من أجل اعتباره بطلًا قوميًا، وأثار هذا الأمر نقاشًا حادًا في البلاد. يُعد سوهارتو القائد الأكثر فسادًا في التاريخ الحديث بحسب ما ذكرته منظمة الشفافية الدولية إذ بلغت قيمة المبالغ التي يزعم اختلاسه لها خلال عهده ما يتراوح من 15 إلى 35 مليار دولار.

## نشأته
ولد سوهارتو في منزل جدلت جدرانه بقضبان الخيزران في قرية كوموسوك التي تقع ضمن قرية غوديان الأكبر والتي كانت حينها جزءًا من جزر الهند الشرقية الهولندية في يوم 8 يونيو عام 1921. تقع القرية على بعد 15 كيلومترًا إلى الغرب من مدينة يوغياكارتا، والتي كانت تمثّل المعقل الثقافي الأساسي للجاويين. ولد سوهارتو لوالدين من ذوي الإثنية الجاوية، وكان الابن الوحيد من زواج والده الثاني. كان لوالده كيرتوسوديرو ابنين آخرين من زواجه السابق، وكان من المسؤولين عن الري في القرية. أما والدته فكانت امرأة محلية تدعى سوكيراه، وكان يربطها بالسلطان هامنغكوبوونو الخامس قرابة بعيدة من جانب محظيته الأولى.
عانت والدة سوهارتو انهيارًا عصبيًا بعد خمسة أسابيع من ولادته، ولأجل ذلك وضِع في رعاية عمة والده كروموديرجو. انفصل كيرتوسوديرو وسوكيراه عن بعضهما في فترة مبكرة من حياة سوهارتو، وعادا لاحقًا للزواج من بعضهما. أُعيد سوهارتو حين بلغ الثالثة من العمر إلى والدته التي كانت قد تزوجت من مزارع محلي. ساعد سوهارتو زوج أمه في حقول الأرز. أخذ والد سوهارتو ابنه ليعيش مع أخته في عام 1929. كانت عمته متزوجة من رجل يدعى براويرويهاردجو وهو مشرف زراعي في منطقة زراعية مفقرة قليلة المحصول تقع في بلدة ووريانتورو بالقرب من ونوغيري. أعاده زوج أمه إلى أمه في كوموسوك، ومن ثم أعاده والده إلى ووريانتورو من جديد خلال السنتين اللاحقتين.
ربّى براويرويهاردجو الفتى كابنه مما ضمن لسوهارتو تواجد شخصية لعبت دور الأب في حياته، فضلًا عن توافر منزل مستقر له في ووريانتورو. انتقل سوهارتو إلى بلدة ونوغيري ليدرس في المدرسة الابتدائية في عام 1931. وعاش في بادئ الأمر مع سولاردي وهو ابن براويرويهاردجو، ومن ثم مع أحد أقارب والده واسمه هاردجويجونو. تعرف سوهارتو خلال الفترة التي عاشها مع هاردجويجونو على دارجاتمو وهو دوكون أو «شامان» كان على اطلاع بالفنون الباطنية الجاوية والشفاء بالإيمان. تركت هذه التجربة أثرًا كبيرًا على سوهارتو الذي أحاط نفسه حين أصبح رئيسًا بلغة رمزية قوية. أدت الصعوبات التي واجهها في تسديد نفقات تعليمه في ونوغيري إلى انتقاله مجددًا إلى بيت والده في كوموسوك، وهناك واصل الدراسة في المدرسة المحمدية الإعدادية ذات الرسوم المنخفضة في مدينة يوغياكارتا حتى عام 1939.
تختلف نشأة سوهارتو عن غيره من القوميين الإندونيسيين البارزين من أمثال سوكارنو من ناحية ما أُشيع عن عدم إيلائه لاهتمام يذكر بمناهضة الاستعمار أو الاعتبارات السياسية البعيدة عن محيطه المباشر. كذلك لم يكن سوهارتو على احتكاك يذكر بالمستعمرين الأوروبيين، وذلك على العكس من سوكارنو ودائرته المقربة. ولذلك لم يتعلم تحدث اللغة الهولندية أو غيرها من اللغات الأوروبية خلال شبابه. بيد أنه تعلم تحدث اللغة الهولندية بعد ضمه إلى صفوف القوات المسلحة الهولندية عام 1940.

## المسيرة العسكرية

### الحرب العالمية الثانية والاحتلال الياباني
أنهى سوهارتو تعليمه الإعدادي في سن الثامنة عشر من العمر، واستلم بعدها وظيفة ككاتب في أحد المصارف بووريانتورو. أجبِر على الاستقالة بعد تمزق ملابسه الوحيدة الملائمة لمزاولته لعمله على أثر حادث على الدراجة. التحق بعد فترة وجيزة من تعطله عن العمل بالجيش الهولندي لجزر الهند الشرقية (كيه إن آي إل) في شهر يونيو من عام 1940، وأجرى تمرينًا عسكريًا أساسيًا في غومبونغ الواقعة بالقرب من مدينة يوغياكارتا. فتح الهولنديون أبواب الالتحاق في صفوف الكية إن آي إل إلى أعداد كبيرة من الجاويين التي استثنتهم سابقًا من الانضمام، وذلك على خلفية وقوع هولندا تحت الاحتلال الألماني وسعي اليابانيين إلى وضع يدهم على إمدادات النفط الإندونيسية. عُيّن سوهارتو في الكتيبة الثالثة عشر برامبال، وتخرج من دورة تدريبية قصيرة أجراها في مدرسة كيه إن آي إل قادر في غومبونغ ليصبح رقيبًا ويلتحق بعدها في صفوف كتيبة كيه إن آي إل الاحتياطية في کیساروا.
خلع سوهارتو ردائه العسكري الخاص بقوات كيه إن آي إل، وعاد إلى وورجانتورو في أعقاب إعلان الهولنديين استسلامهم للقوات اليابانية الغازية في شهر مارس من عام 1942. غدا سوهارتو واحدًا من آلاف الإندونيسيين ممن اغتنموا فرصة الالتحاق بصفوف قوات الأمن التي نظمها اليابانيون من خلال الانضمام إلى قوة شرطة يوغياكارتا، وذلك بعد أشهر من بقائه عاطلًا عن العمل.

## حياته
ولد في 8 يونيو 1921 إبان الاستعمار الهولندي، لأسرة تشتغل بالزراعة في وسط جزيرة جاوا، وعاش متنقلا بين أمه وأبيه وأقاربه بعد انفصال والديه ولم يكن قد جاوز عمره السنتين.
تلقى سوهارتو تعليمه في مدرسة جاوية محلية، ثم عمل لفترة قصيرة في أحد البنوك ليلتحق بعد ذلك بجيش الاحتلال الهولندي سنة 1940. وفي سنة 1942 رقي سوهارتو لرتبة رقيب.

## أعماله
وبعد اجتياح القوات اليابانية لإندونيسيا إبان الحرب العالمية الثانية اقتنع سوهارتو بإمكانية تحرير إندونيسيا من الاستعمار الهولندي فانضم إلى القوات اليابانية.
وفي سنة 1945 التحق بالجيش الإندونيسي حديث التأسيس بعد استسلام اليابان في نفس السنة وإعلان إندونيسيا الاستقلال، وشارك في حرب السنوات الخمس ضد هولندا والتي انتهت باحتلال القوات الهولندية للعاصمة جاكرتا ومدينة يوغاربكارتا. غير أن عمليات عسكرية قادها سوهارتو مكنت من استعادة يوغاربكارتا ومن ثم موافقة هولندا على الانسحاب من كامل الأراضي الإندونيسية باستثناء إقليم إيريان جايا الذي قاد سوهارتو حملة لاسترجاعه سنة 1960.
بعد الاستقلال تدرج سوهارتو في سلم الرتب العسكرية حتى انتهى إلى قيادة القوات الخاصة بحماية الأمن القومي والتي قاد بها العديد من العمليات العسكرية الناجحة للقضاء على حركات التمرد في مناطق متفرقة من إندونيسيا.
كما استطاع سوهارتو أن ينقذ حكم الرئيس سوكارنو سنة 1965 بقضائه على المحاولة الانقلابية التي شارك فيه أعضاء من الجيش الإندونيسي بالتحالف مع الحزب الشيوعي، وقاد بعدها سوهارتو حملة تطهير واسعة ضد الشيوعيين.
وفي عام 1966 أقنع سوهارتو الرئيس سوكارنو بأن يمنحه سلطة إعادة الأمن والاستقرار إلى البلاد والتي كانت نقطة التحول في الدور السياسي لسوهارتو حيث عينه البرلمان رئيسا بالوكالة سنة 1967 ثم رئيسا منتخبا سنة 1968 ليصبح الرئيس الثاني لإندونيسيا.
عرف عن سوهارتو اهتمامه بالجانب الأمني لإندونيسيا وقد زاد تركيزه عليه بعد توليه الرئاسة، ففي سنة 1975 أرسل قوات إندونيسية لتضم إقليم تيمور الشرقية إلى إندونيسيا بعد خروج الاستعمار البرتغالي منه.

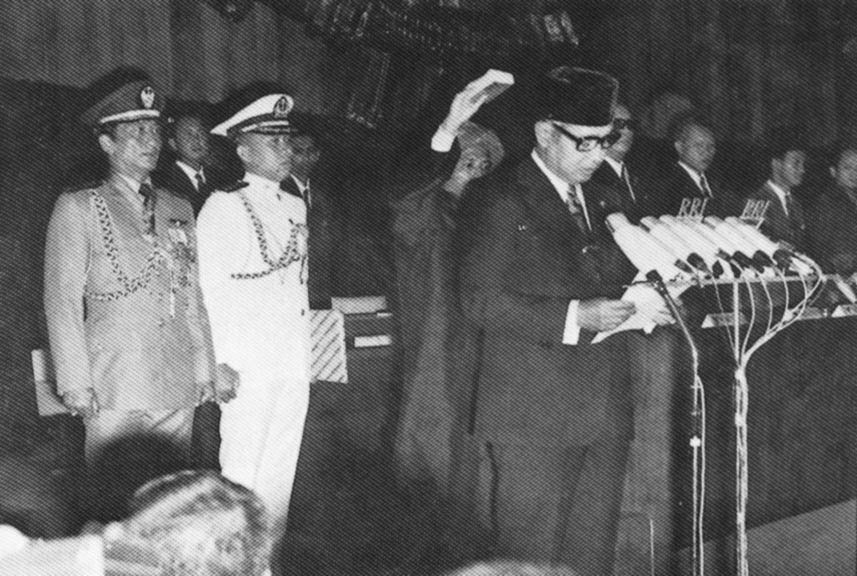
سوهارتو يلقي خطبة عامة

كما سعى إلى إعادة العلاقات السياسية مع الدول الغربية فأعاد عضوية إندونيسيا في الأمم المتحدة بعد أن كانت قد انسحبت منها في عهد الرئيس سوكارنو بسبب اختيار ماليزيا في عضوية إحدى مؤسسات الأمم المتحدة، كما أعلن سوهارتو احترام إندونيسيا لجارتها ماليزيا. وعمل في بداية حكمه على تجميد العلاقات مع الصين.
ومن ناحية أخرى قوّى سوهارتو مكانة بلاده الإقليمية فقادت إندونيسيا في عهده منظمة شعوب جنوب شرق آسيا «آسيان» وشاركت في محاولات السلام في كمبوديا. وسعى سوهارتو في التسعينيات من القرن المنصرم إلى إعادة تطبيع العلاقات مع الصين من جديد.
ففي عهده ازدهر الاقتصاد الوطني وأقدم المستثمرون الدوليون على الاستثمار في إندونيسيا، وتقدمت حركة الصناعة وتحقق رخاء اقتصادي للمجتمع الإندونيسي لم يشاهد من قبل. كما اهتم سوهارتو بالبنية الاجتماعية فطوّر التعليم وحقق قدرا كبيرا من التأمين الصحي.
غير أن ملامح أزمة اقتصادية حادة بدأت تلوح على إندونيسيا وبدأت الروبية الإندونيسية تفقد قيمتها وارتفعت نسبة التضخم بشكل كبير واتسعت دائرة البطالة وأعلن مدراء صندوق النقد الدولي استحالة استقرار الاقتصاد الإندونيسي مع وجود سوهارتو في الحكم.
ومارس سوهارتو إجراءات تقشف اقتصادية سنة 1998، وقد أحدثت الإجراءات أزمة ثقة في نظامه على المستوى الداخلي.
وفي مارس/ آذار 1998 أعاد مؤيدو سوهارتو في البرلمان انتخابه رئيسا للبلاد للمرة السابعة.
ولم يمضِ من ولاية سوهارتو إلا شهور قليلة حتى خرج الطلاب في مظاهرات عارمة استحلوا أثنائها العاصمة جاكرتا وحاصروا البرلمان مطالبين بإصلاحات ديمقراطية لينتهي الأمر باستقالة الرئيس سوهارتو في 21 مايو/ أيار 1998 فتولٌى نائبه حبيبي رئاسة البلاد لفترة مؤقتة إلى حين قيام انتخابات عامة.
وتقول جماعات حقوق الإنسان والأمم المتحدة إنه تسبب في مقتل ما يقرب من مليون شخص من المعارضين.

## حياته ما بعد الرئاسة
استقر سوهارتو بعد مغادرته للحكم برفقة أسرته في إحدى ضواحي جاكرتا، متواريا عن الأنظار والظهور الشعبي إلا قليلا.
وقد قدرت مجلة تايم الأميركية ثروة سوهارتو بحوالي 15 مليار دولار أميركي، وقيمة ما امتلكته أسرته في 32 سنة من حكمه، بحوالي 73 مليار دولار.
وضع سوهارتو سنة 2000 في بيته تحت الإقامة الجبرية عندما بدأت السلطات بالتحقيق في ثروته. ولم يحضر سوهارتو المحاكمة التي اتهم فيها باختلاس 571 مليون دولار، لتمويل مشاريع يديرها أفراد من أسرته، نظراً لحالته الصحية المتدهورة.
ثم أعلن عن محاكمته من جديد سنة 2002، لكنها توقفت بعد أن أعلن الأطباء عن إصابة سوهارتو بمرض في الدماغ، ثم تكاثرت عليه الأمراض بعد ذلك الأمر الذي أجل محاكمته إلى حدود سنة 2005.
وقد أُعيد فتح ملف محاكمته سنة 2006، وطولب بإجراء فحوصات طبية على سوهارتو لإثبات إمكانية محاكمته لكن دون جدوى.
وقد رفضت المحكمة العليا في إندونيسيا سنة 2007 تعويض سوهارتو بمبلغ 128 مليون دولار، كانت محكمة صغرى قضت له به ضد مجلة تايم الأميركية بسبب اتهامها إياه باختلاس مبالغ كبيرة.

## وفاته
حكم إندونيسيا بيد من حديد على مدى 32 عاما توفي يوم الأحد 27 يناير 2008.
ثم تولى رئاسة البلاد بعده كل من يوسف حبيبي ثم عبد الرحمن وحيد ثم ميجاواتي سوكارنو ثم سوسيللو بامبانج يودويونو.

## روابط خارجية
- سوهارتو على موقع الموسوعة البريطانية (الإنجليزية)
- سوهارتو على موقع مونزينجر (الألمانية)
- سوهارتو على موقع إن إن دي بي (الإنجليزية)